# Claudia Conserva
Claudia Marcela Conserva Pérez (Santiago de Xile, 12 de gener de 1974) és una actriu, model i presentadora de televisió xilena d'ascendència arbëreshë.
De petita, va estudiar ballet i va treballar en publicitat i programes de televisió, va guanyar Miss 17 el 1990 i més tard va conèixer al seu marit Juan Carlos Valdivia al programa Extra-Jóvenes (Chilevisión). Tenen dos fills.
Infància i joventut
En la tardor de 1990, als seus 16 anys, mentre cursava l'ensenyament mitjà, va participar i va guanyar el concurs de bellesa juvenil Miss 17. La seva antecessora, Patricia Larraín, li va lliurar la corona. Després del Miss 17, va ser entrevistada al programa juvenil Extra joves, pel que llavors, estudiant de periodisme, Joan Carles Valdivia amb qui faria en un primer moment una amistat important, per després entaular una relació amorosa que finalitzaria en matrimoni. No obstant això el 1999, es va anunciar la seva separació i nul·litat, però després d'un any i mig van tornar a unir-se i es van casar novament i es van convertir en pares de Renato i Matilda. Des de petita va prendre classes de dansa en el ballet de Karen Connolly, i va participar com a convidada en programes de televisió com el Jappening amb Ja i en publicitat. Claudia domina l'idioma italià, a causa que la seva família paterna és immigrant del país europeu.
Carrera televisiva
Conserva fent notes per CQC Xile (2008). Conserva amb l'expresident Sebastián Piñera (2013). Al març de 1991, al costat de Felipe Camiroaga, va començar a animar Extra joves en Chilevisión, després que Katherine Salosny deixés l'espai. Claudia es va mantenir en la conducció fins a 1994 quan decideix acceptar l'oferta laborar que li oferia Canal 13. La seva participació en televisió es va ampliar a l'àrea de l'actuació, participant en la seva primera telesèrie L'amor està de moda (1995), compartint pantalla amb Katty Kowaleczko, Luciano Creu-Coke, Aline Kuppenheim, Cristián de la Font i Adriana Vacarezza, entre d'altres. El seu següent teleserie va ser Marró Glacé, el retorn (1996), seqüela de Marró Glacé de 1993. Altres telesèries de Canal 13 en què va actuar van ser Eclipsi de lluna (1997), Estimant-te (1998) i Fora de control (1999), en la qual va interpretar a la inoblidable Carrie Castro, un dels personatges més estimats pel públic, i on a més va iniciar una relació amb l'actor Luis Uribe. També va participar en altres programes com ara El queixal del judici, Maravillozoo (al costat de Iván Arenas, Coco Legrand, Javier Miranda i Yolanda Montecinos), Video Boig i el programa de concurs per a talents infantils Bravo Bravísimo. L'any 2002 va conduir el programa Veure't créixer, 1 a Canal 13 Cable, on es tractava la temàtica de l'embaràs i la cura dels nadons, a Canal 13 Cable. A més, en el senyal obert participava sovint del matinal Viva matí. Va estar deu anys en el llavors canal catòlic. El 28 d'agost va iniciar al costat del seu espòs Joan Carles «Pollastre» Valdivia un nou programa anomenat Pollastre en Conserva a La Xarxa. Al principi s'emetia al migdia, però a l'any següent va passar a l'horari matinal. Tot i la dura competència en aquest horari, va aconseguir mantenir una audiència captiva i es va transformar en una marca registrada. El 2008, una enquesta duta a terme pel lloc web Terra va revelar que Conserva i el seu marit conformaven la dupla favorita dels teleespectadors.
A mitjans de 2011, per motius no aclarits, va sortir amb el seu marit del programa Pollastre en Conserva, el qual posteriorment va passar a anomenar-se Mañaneros.2
El 2012 es va prendre un any sabàtic amb la seva família; posteriorment, a finals d'aquest any, va tornar a Xile i va rebre ofertes de diversos canals xilens, però va optar per TVN, on es va incorporar oficialment l'1 de gener de 2013. El 16 de desembre de 2015 és comiat de TVN després de la crisi financera de l'estació televisiva. El 30 de desembre després de 14 dies de ser acomiadada de TVN, Mega la contracta per ser la conductora del nou reality Tornaries amb el teu ex ?. A l'abril de 2017 és animadora d'un nou programa femení en UCV Televisió: MILF, al costat de l'actriu Maria Pau Jorquiera i Yazmín Vásquez, exconductora de Superats en FM Temps.

## Sèries
| Any  | Sèrie                    | Personatge    | Canal    |
| ---- | ------------------------ | ------------- | -------- |
| 1995 | El amor está de moda     |               | Canal 13 |
| 1996 | Marron Glacé, el regreso |               | Canal 13 |
| 1997 | Eclipse de Luna          |               | Canal 13 |
| 1998 | Amándote                 |               | Canal 13 |
| 1999 | Fuera de Control         | Carrie Castro | Canal 13 |

## Programes
| Any       | Programa            | Paper                                | Canal          |
| --------- | ------------------- | ------------------------------------ | -------------- |
| 1990      | De Buen Humor       | Actriu                               | TVN            |
| 1991-1994 | Extra Jóvenes       | Presentadora                         | Chilevisión    |
| 1993      | La Muela del Juicio | Presentadora                         | Chilevisión    |
| 1995-2002 | Maravillozoo        | Panelista                            | Canal 13       |
| 1995-2002 | Video Loco          | Presentadora                         | Canal 13       |
| 1999-2001 | Bravo Bravísimo     | Presentadora                         | Canal 13       |
| 2000-2002 | Desde la Terraza    | Presentadora                         | Canal 13       |
| 2001      | Nacer Mamá          | Presentadora                         | Canal 13 Cable |
| 2002      | Verte Crecer        | Presentadora                         | Canal 13 Cable |
| 2004-2011 | Pollo en Conserva   | Presentadora                         | La Red         |
| 2012      | Paris Parade        | Comentarista (Participació especial) | TVN            |
| 2013      | Buenos días a todos | Presentadora                         | TVN            |
| 2013      | Vive Viña           | Presentadora                         | TVN            |
| 2013-2014 | Buenos días a todos | Presentadora                         | TVN            |